# Каледонія (округ, Вермонт)
Шаблон:StateAbbr_ 44°27′30″ пн. ш. 72°05′44″ зх. д. / 44.458221° пн. ш. 72.095627° зх. д.
Округ Каледонія (англ. Caledonia County) — округ (графство) у штаті Вермонт, США. Ідентифікатор округу 50005.

## Історія
Округ утворений 1792 року.

## Демографія
За даними перепису 2000 року загальне населення округу становило 29702 осіб, зокрема міського населення було 7459, а сільського — 22243. Серед мешканців округу чоловіків було 14666, а жінок — 15036. В окрузі було 11663 домогосподарства, 7901 родин, які мешкали в 14504 будинках. Середній розмір родини становив 2,95.
Віковий розподіл населення поданий у таблиці:
| Стать    | До 15 років | 15-21 | 22-29 | 30-39 | 40-49 | 50-65 | 65-85 | Понад 85 |
| -------- | ----------- | ----- | ----- | ----- | ----- | ----- | ----- | -------- |
| Чоловіки | 3135        | 1736  | 1223  | 1916  | 2417  | 2491  | 1605  | 143      |
| Жінки    | 2915        | 1451  | 1190  | 2004  | 2471  | 2481  | 2142  | 382      |

## Суміжні округи
- Орлінс — північ
- Ессекс — північний схід
- Ґрафтон, Нью-Гемпшир — південний схід
- Орандж — південь
- Вашингтон — південний захід
- Ламойлл — захід

## Виноски
1. ↑  U.S. Decennial Census. United States Census Bureau. Архів оригіналу за 26 квітня 2015. Процитовано 28 червня 2015.
2. ↑  Historical Census Browser. University of Virginia Library. Архів оригіналу за 12 грудня 2009. Процитовано 28 червня 2015.
3. ↑  Forstall, Richard L., ред. (27 березня 1995). Population of Counties by Decennial Census: 1900 to 1990. United States Census Bureau. Архів оригіналу за 24 вересня 2015. Процитовано 28 червня 2015.
4. ↑  Census 2000 PHC-T-4. Ranking Tables for Counties: 1990 and 2000 (PDF). United States Census Bureau. 2 квітня 2001. Архів оригіналу (PDF) за 18 грудня 2014. Процитовано 28 червня 2015.
5. ↑  State & County QuickFacts. United States Census Bureau. Архів оригіналу за 7 липня 2011. Процитовано 30 грудня 2013.(англ.) Наведено за англійською вікіпедією.
6. ↑  American FactFinder. Бюро перепису населення США. Архів оригіналу за 29 липня 2011. Процитовано 31 січня 2008.

| США | Це незавершена стаття з географії США. Ви можете допомогти проєкту, виправивши або дописавши її. |